# Супергероините на DC (сериал)
„Супергероините на DC“ или „DC Супер Хироу Гърлс“ (на английски: DC Super Hero Girls) е американски анимационен супергеройски телевизионен сериал, разработен от Лорън Фауст и продуциран от Warner Bros. Animation за Cartoon Network. Базиран по едноименния уеб сериал и поредица, премиерата на сериала е на 8 март 2019 г., с единчасов специален епизод.
Сериалът последва приключенията на тийнейджърските версии на Жената чудо, Батгърл, Бъмбълби, Супергърл, Зеления фенер и Затана, които са ученици в гимназията на Метрополис.

## Озвучаващи артисти
- Грей Делайл – Даяна Принс/Жената чудо
- Тара Стронг – Барбара Гордън/Батгърл и Харли Куин
- Никол Съливан – Кара Денвърс/Супергърл
- Кери Уолгрън – Зий Затара / Затана
- Мирна Веласко – Джесика Круз/Зеления фенер
- Кимбърли Брукс – Карън Бийчър/Бъмбълби
- Джейсън Спийзак – Хал Джордан/Зеления фенер
- Фил Ламар – Бари Алън/Светкавицата
- Макс Митълман – Кларк Кент/Супермен
- Крий Съмър – Селина Кайл/Жената-котка
- Дий Брадли Бейкър – Ейс и Крипто

## В България
В България сериалът се излъчва по Cartoon Network на 28 септември 2019 г. Преведен е като „Ди Си Суперхироу Гърлс“.
| Роля          | Изпълнител                     |
| ------------- | ------------------------------ |
| Уъндър Уоман  | Тихомира Темелкова             |
| Супергърл     | Кръстина Кокорска              |
| Батгърл       | Мими Йорданова                 |
| Грийн Лентърн | Неда Спасова                   |
| Бъмбълбий     | Деа Майсторска                 |
| Зетана        | Ива Стоянова                   |
| Харли Куин    | Цветелина Атанасова            |
| Хал Джордън   | Симеон Дамянов                 |
| Други гласове | Татяна Етимова Ненчо Балабанов |

| Обработка           | Студио „Про Филмс“                   |
| ------------------- | ------------------------------------ |
| Режисьор на дублажа | Симеон Дамянов                       |
| Преводачи           | Цветелина Атанасова Деница Цветанова |